# Lynne Adams (actrice américaine)
Pour les articles homonymes, voir Adams.
Ne doit pas être confondu avec Lynne Adams (actrice canadienne).
Lynne Adams est une actrice américaine, née le 8 octobre 1946.

## Biographie

### Jeunesse
Lynne Adams est la fille de Rosalind (née Gould), actrice et de Robert K. Adams, producteur, acteur (connu pour ses apparitions dans The Goldbergs (en) et Your Family and Mine (en)) et ancien vice-président de CBS, ainsi qu'un parent des présidents John Adams et John Quincy Adams. Elle est la sœur aînée de Brooke Adams.

### Carrière
Lynne Adams a joué le rôle de Leslie Jackson Bauer Norris Bauer de 1966 à 1971 et à nouveau de 1973 à 1976 dans The Guiding Light. Elle était la deuxième génération de sa famille à participer au programme. Ses deux parents ont joué un rôle dans l'incarnation de la radio dans les années 1940. Lynne Adams est apparue dans The Secret Storm dans le rôle d'Amy Kincaid de 1971 à 1972.
Elle a écrit et produit plusieurs productions sur scène, notamment Two Faced, sur laquelle est basé le long métrage Made-Up, dont elle a écrit et produit le film, mettant en vedette sa jeune sœur et beau-frère, Brooke Adams et Tony Shalhoub, ainsi qu'Eva Amurri, Gary Sinise et Lance Krall.
Elle dirige Movie Meetinghouse, une organisation en ligne qui a pour objectif de proposer des clubs de discussion de films aux amateurs de cinéma.
De 2015 à 2017, elle joue dans la série All Downhill from Here.

## Filmographie

### Cinéma
- 1996 : Grace of My Heart d'Allison Anders : l'infirmière Kindly
- 2002 : Made-Up de Tony Shalhoub : Kate James
- 2012 : A Deadly Obsession de John Stimpson : Alice Hollander

### Télévision
- 1966-1971, 1973-1976 : Haine et Passion (The Guiding Light) : Leslie Jackson Bauer Norris Bauer, R. N. #1
- 1971-1972 : The Secret Storm (en) : Amy Ames Britton Kincaid (3 épisodes)
- 1994 : Frasier : l'infirmière (saison 2, épisode 10)
- 2014 : Mensonges et Trahisons (Betrayed) de John Stimpson : Kathy
- 2015-2017 : All Downhill from Here (en) : Kate James (22 épisodes)